# 民間検閲支隊
民間検閲支隊又は民間検閲局もしくは民間検閲部隊は日本の被占領期に検閲を実行した機関で、連合国軍最高司令官総司令部(GHQ)配下の参謀第2部(G-2)所管下の機関。英略称はCCD（Civil Censorship Detachment）。

## 概要
GHQは米国の統合参謀本部の命令（1944年（昭和19年）11月12日付JCS873/3）により、日本において検閲を実行した。実行にあたっては、「日本における太平洋陸軍民間検閲基本計画」が立てられた。これによると、民間通信（すなわち、郵便、無電、ラジオ、電信電話、旅行者携帯文書、及びその他一切）の検閲管理、秘密情報の取得などを使命とし、国体の破壊、再軍備の阻止、政治組織の探索、海外との通信阻止などを主眼とし、後に新聞、あらゆる形態の出版物、放送、通信社経由のニュース、映画なども民間検閲の所管としてこれに加えられた。
実行には民間検閲支隊があたり、検閲は隠蔽された。戦時特別統制下では法律により検閲が定められていて、それは国民一般に広く知れ渡っていた。しかし、GHQが行った検閲は、そのことに言及したり、また、伏字で埋めたり塗り潰すなどの痕跡を残してはならず、秘匿を徹底させられたため、言論統制された情報であることを国民は認識できなかった。検閲は峻厳を極めた。違反したと判断された場合、発行停止の処分や回収裁断などがなされた。さらにGHQは、マスメディアひいては日本の言論を完全なる掌握下に置くために指令を発し、政府による検閲を停止させ(SCAPIN-66)、通信社を解体に追い込んだ(SCAPIN-51)。
民間検閲支隊の組織は、太平洋戦争（大東亜戦争）勃発後に設置され、戦争終結により廃止された米国政府機関の合衆国検閲局に準拠しているとされる。総員は1947年（昭和22年）3月時点で日本人を含め六千人にのぼった。1万人を超えていたとする説もある。
検閲の基準となったのは「プレスコード」である。さらに検閲の実務で検査係や検閲官が指針としたのは「キーログ（重要事項指示書）」や「掲載禁止、削除理由の類型」であり、列挙された類型は軍国主義的宣伝、封建思想の賛美、占領軍批判、検閲への言及など30項目もあった
。具体的には、米兵の暴行事件、米兵の私行に関して面白くない印象を与える記事、進駐軍将校に対して日本人が怨恨不満を起こす恐れのある記事、食糧事情の窮迫を誇大に表現した記事、連合軍の政策を非難する記事、国内における各種の動きにマッカーサー司令部が介在しているように印象づける記事、などであった。
また違反者は米軍の軍事法廷で訴追され、沖縄における強制重労働3年ないし5年であった。
1949年（昭和24年）10月31日、CCDの解体に伴い映画検閲が廃止された。

### 関連文献
- 甲斐弦『GHQ検閲官』 葦書房、1995年
- 山本武利『検閲官 発見されたGHQ名簿』 新潮社〈新潮新書〉、2021年